# EMI Architekt*innen
EMI Architekt*innen ist ein Schweizer Architekturbüro, das 2004 von Ron Edelaar, Elli Mosayebi und Christian Inderbitzin in Zürich gegründet wurde.

## Geschichte
Nach ersten privaten Direktaufträgen gelang dem Büro 2008 mit dem Gewinn eines Wettbewerbs der Einstieg in die Bautätigkeit. Es folgten zahlreiche Wettbewerbsgewinne und Aufträge, teils in Zusammenarbeit mit Partnerbüros wie Baumberger Stegmeier. Aus dieser Kooperation ging 2011 die BS+EMI Architektenpartner AG hervor. Parallel dazu führt EMI seine eigenständige Praxis weiter.

## Partner
Ron Edelaar (* 1976 in Horgen) absolvierte zwischen 1992 und 1996 eine Hochbauzeichnerlehre in Männedorf und studierte von 2001 bis 2003 Architektur an der ETH Zürich. Er arbeitete 2000–2003 bei Nil Hürzeler in Erlenbach ZH, bei Peter Märkli in Zürich (2003–2004) und bei Bétrix & Consolascio (2004–2005). 2014 wurde er in den Bund Schweizer Architektinnen und Architekten aufgenommen. Edelaar lehrte als Dozent an der ZHAW Winterthur (2010), als Gastdozent zusammen mit Christian Inderbetzin, Elli Mosayebi und in Zusammenarbeit mit der Künstlerin Shirana Shahbazi an der ETH Zürich (2017–2018) und seit 2020 als Dozent an der ZHAW Winterthur.
Elli Mosayebi studierte von 1997 bis 2003 Architektur an der ETH Zürich und diplomierte bei Andrea Deplazes. Zwischen 2008 und 2014 arbeitete sie an ihrer Dissertation Konstruktionen von Ambiente. Wohnungsbau des Mailänder Architekten Luigi Caccia Dominioni, 1945-1970, gefördert vom Schweizerischen Nationalfonds. Im Rahmen ihrer Forschungstätigkeit verbrachte sie 2008 bis 2009 einen Forschungsaufenthalt bei K. Michael Hays an der Graduate School of Design der Harvard University. 2014 wurde sie in den Bund Schweizer Architektinnen und Architekten aufgenommen. Sie lehrte als wissenschaftliche Assistentin bei Ákos Moravánszky am Lehrstuhl für Architekturtheorie am Institut für Geschichte und Theorie der Architektur der ETH Zürich (2004–2008), als ordentliche Professorin für Entwerfen und Wohnen an der TU Darmstadt (2012–2018), als Gastdozentin zusammen mit Ron Edelaar, Christian Inderbitzin und in Zusammenarbeit mit der Künstlerin Shirana Shahbazi an der ETH Zürich (2017). Seit 2018 ist sie ausserordentliche Professorin und seit 2021 ordentliche Professorin für Architektur und Entwurf an der ETH Zürich. 2025 war sie eingeladen, gemeinsam mit Christian Inderbitzin als John Portman Critic an der Harvard GSD zu lehren.
Christian Inderbitzin (* 1977 in Kilchberg) studierte bis 2004 Architektur an der ETH Zürich und diplomierte dort bei Jacques Herzog und Pierre de Meuron am ETH Studio Basel und arbeitete anschliessend bis 2005 bei Meili Peter in Zürich. 2014 wurde er in den Bund Schweizer Architektinnen und Architekten aufgenommen. Christian Inderbitzin lehrte 2004–2005 als Assistent bei Angelus Eisinger an der Hochschule Liechtenstein, als Assistent bei Marcel Meili und Roger Diener am ETH Studio Basel (2005–2015), als Lehrbeauftragter zusammen mit Hans Gangoly und Markus Bogensberger an der TU Graz (2011), als Gastprofessor an der EPF Lausanne (2015–2016), als Gastdozent zusammen mit Ron Edelaar, Elli Mosayebi und in Zusammenarbeit mit der Künstlerin Shirana Shahbazi an der ETH Zürich (2017–2018), an der Summer School bei Dietrich Fink an der TU München (2019), seit 2020 als Professor am KIT und als Gastprofessor zusammen mit Elli Mosayebi an der Harvard University (2025).

## Architektur
EMI beschäftigt sich mit Architektur auf verschiedenen Massstabsebenen: vom Entwurf einzelner Gebäude über städtebauliche Fragestellungen bis hin zur kuratorischen und publizistischen Arbeit. Ein besonderer Schwerpunkt liegt auf dem Wohnungsbau und der damit verbundenen typologischen Forschung. Die Auseinandersetzung mit dem Grundriss – seiner räumlichen Organisation, seinem gesellschaftlichen Gehalt und seiner atmosphärischen Qualität – bildet dabei einen zentralen Fokus. Die 2019 mit einem Swiss Art Award ausgezeichnete Installation Anthropomorphe Form brachte diese Auseinandersetzung in eine experimentelle, performative Darstellung und thematisierte die Beziehung zwischen Architektur, Körper und Raum. Neben der typologischen Recherche spielen Themen wie die Gartenstadt und das Finden einfacher, nachhaltiger Lösungen im Bauen eine wichtige Rolle.

## Bauwerke (Auswahl)
- Wohnhaus Baustein 12, Erlenmatt Ost, Basel, 2022–2025
- Hochhaus am Triemli-Platz, Zürich, 2019–2025
- Das wohltemperierte Haus, Regensdorf, 2021–2025
- Wohnhaus Milchbuck, Zürich, 2022–2025
- Wohnüberbauung Buchholzstrasse, Zürich, 2020–2025
- Gewerbehaus Flüelastrasse, Zürich, 2019–2024 (als BS+EMI)
- Wohnhaus Hochstrasse, Zürich, 2021–2024
- Umbau Büro- und Wohnhaus Weststrasse, Zürich, 2021–2023 (als BS+EMI)
- Wohnhaus Schauenbergstrasse, Zürich, 2020–2023
- Reihenhäuser Sandblatte, Rain, 2019–2023
- Wohnsiedlung Riedacker, Zürich, 2018–2023 (als BS+EMI)
- Rheinhäuser Stockmattstrasse, Baden, 2018–2023
- Wohnhaus Bergbach, Erlenbach, 2015–2023 (mit Jonathan Roider)
- Wohnsiedlung Schwamendinger-Dreieck, Zürich, 2014–2023 (als BS+EMI)
- Haus mit zwei Eingängen, Rüschlikon, 2020–2022 (als BS+EMI)
- Wohnhaus Zollikerstrasse, Zürich, 2019–2022
- Sekundarschulhaus Chliriet, Rümlang-Oberglatt, 2018–2022 (als BS+EMI)
- Wohnhaus Stampfenbachstrasse, Zürich, 2018–2022
- Wohnhäuser Hofackerstrasse, Zürich, 2018–2022
- Wohnhaus Schulstrasse, Pfäffikon, 2018–2021
- Wohnhaus Narzissenstrasse, Zürich, 2018–2021
- Wohnhaus Freihofstrasse, Zürich, 2015–2019
- Signau Haus und Garten, Zürich, 2015–2018
- Wohnhaus Geibelstrasse, Zürich, 2013–2017
- Haus Steiger, Thalwil, 2013–2017
- Wohnsiedlung Obsthalde, Zürich, 2013–2017
- Wohnsiedlung Toblerstrasse, Zürich, 2011–2017 (als BS+EMI)
- Wohnhaus MIN MAX, Glattpark, Opfikon, 2013–2016
- Wohnüberbauung Guggach, Zürich, 2011–2016 (als BS+EMI)
- Wohnbauten Steinwies-/Irisstrasse, Zürich, 2011–2015
- Wohn- und Gewerbehaus Speich Areal, Zürich, 2011–2015
- Wohnüberbauung Am Katzenbach IV, Zürich, 2012–2015 (als BS+EMI)
- Wohnsiedlung Brüggliäcker, Zürich, 2009–2014 (als BS+EMI)
- Wohnüberbauung Am Katzenbach III, Zürich, 2010–2013 (als BS+EMI)
- Wohnsiedlung Avellana, Zürich, 2010–2012
- Das Graue Haus, Männedorf, 2009–2010
- Haus für einen Gärtner, Hinterforst, 2006–2007

## Auszeichnungen und Preise
- 2024: Prix Lignum für Sekundarschulhaus Chliriet (BS+EMI)
- 2023: arc award für Wohnhaus Stampfenbachstrasse
- 2022: Die Besten Gold für Wohnhaus Stampfenbachstrasse
- 2019: Swiss Art Award für Anthropomorphe Form
- 2016: arc award Gold für Wohnsiedlung Brückliäcker (BS+EMI)
- 2019: Schweizer Kunstpreis in der Kategorie Architektur[6][7]
- 2008–2009: BSA Forschungsstipendium «Stahlbau im mehrgeschossigen Wohnungsbau» für Christian Inderbetzin
- 2005: Ernst-Schindler-Reisestipendium nach Südengland zum Thema «The Picturesque» für Christian Inderbetzin
- 2004: SIA Architekturpreis, ETH Medaille, Willi-Studer-Preis der ETH Zürich für Christian Inderbetzin

## Ausstellungen
- 2024: Wettbewerbe Architektur und Landschaft Stadt und Kanton Zürich 2022–2024, ZAZ Bellerive, Zürich
- 2024: Begin Again. Fail Better, Kunstmuseum Olten
- 2022: Mehr als gewohnt, Vorarlberger Architektur Institut Dornbirn
- 2022: Touch Wood, ZAZ Bellerive Zürich
- 2021: Swiss Art Award, Bundesamt für Kultur, Basel
- 2021: Mock-Up, S AM Schweizerisches Architekturmuseum, Basel
- 2021: Die Körper und der Raum, aut. architektur und tirol Innsbruck
- 2021: Corners of modernity: Circuit, Édicule de la Maladière Lausanne
- 2019: Le Laboratoire du logement, Zurich: Les coopératives réinventent le logement social, Cité de l’architecture et du patrimoine Paris
- 2018: Die Erneuerung des Wohnens – Europäischer Wohnungsbau 1945–1975, Architekturforum Zürich,
- 2016: CARTHA, The Form of Form, Lisbon Architecture Triennale
- 2016: Die Erneuerung des Wohnens – Europäischer Wohnungsbau 1945–1975, Deutsches Architektur Museum Frankfurt
- 2016: Schweizweit, S AM Schweizerisches Architekturmuseum, Basel
- 2016: Garten, Architektur Galerie Berlin
- 2015: Book for Architects, gta Zürich
- 2015: Verfahren der Aneignung. Book of Copies – Book of Strategies, Architekturforum Zürich
- 2014: Bilder bauen Städte. Fünf Thesen zum gegenwärtigen Städtebau um Zürich, Architekturforum Zürich

## Publikationen (Auswahl)
- EMI Architekt*innen (Hrsg.): Performanz, Park Books, Zürich 2025, ISBN 978-3-03860-336-8
- Edelaar Mosayebi Inderbitzin Architekt*innen, a+u Nr. 639, 12/2023
- Elli Mosayebi, Michael Kraus (Hrsg.): The Renewal of Dwelling. European Housing Construction 1945–1975, Triest Verlag, Zürich 2023, ISBN 978-3-03863-038-8
- Edelaar Mosayebi Inderbitzin Architekten (Hrsg.): Signau Haus und Garten, Park Books, Zürich 2019, ISBN 978-3-03860-164-7
- Edelaar Mosayebi Inderbitzin Architekten (Hrsg.): Garten, Park Books, Zürich 2017, ISBN 978-3-03860-078-7
- Christian Inderbitzin: Stahl im Wohnungsbau. Konstruktion und Ausdruck, Bund Schweizer Architekten BSA, gta Verlag, Zürich 2011, ISBN 978-3-85676-296-4